# Zsitva
A Zsitva (szlovákul: Žitava) a Nyitra bal oldali mellékfolyója Szlovákiában. Hossza 99 km.
Az Újbányai-hegység egy részének (Veľká Ostra környéke) vulkáni kőzeteiből ered az egykori Bars vármegyében és Aranyosmarótnál ér le a harmadidőszaki dombvidékre, ahol felveszi a Tribecs-hegység délkeleti oldaláról lefutó patakokat. Árvízi időszaka tavasszal és június végén van. Verebély a Zsitva átkelőhelyét védte.
Völgye széles, lefolyása középszakasz jellegű. A Garam-menti hátság nyugati peremén halad, majd Ógyalla (Hurbanovo) közelében torkollik a Nyitrába ami a Vág (Vah) folyóval egyesülve továbbítja vizét Komárom fölött a Dunába.
Korábban sokan foglalkoztak völgyében az aranymosással. A folyamszabályozások következtében napjainkban Martosnál torkollik a Nyitrába, míg korábban Zsitvatőnél ömlött a Dunába. Ezt a szakaszt Öreg-Zsitvának nevezik.
Hoffmann István helynévelemzése szerint nincs okunk azt feltételezni, hogy a Zsitva alsó völgyében a magyarság bármilyen ott élő más nyelvű népességre települt volna rá.
A török háborúk után az elnéptelenedett területekre megindult népmozgás hatására a Zsitva völgyében mélyen délre húzódott a szlovák–magyar nyelvhatár. A folyó torkolatánál kötötték meg 1606. november 11-én II. Rudolf császár és a török szultán között az úgy nevezett Zsitvatoroki békét.
A Zsitva folyó neve minden kétséget kizáróan szláv eredetű. Legkorábbi előfordulásai még eredeti szláv alakját mutatják: Sitoua, Sytoua, Sitouua és [zsitova] ejtésre utalnak. Az etimológiai irodalom egyöntetű állásfoglalása szerint a víznév az ősszlávi žito ’gabona’ köznévre vezethető vissza. A Zsitva neve a helynév-rekonstrukciós vizsgálat szerint a folyónak éppen a Verebély és Marót közötti részén mint szakasznév keletkezhetett, mivelhogy a folyónak ez a térsége volt csak alkalmas a gabonatermelésre, a feljebb fekvő erdős, hegyes és az alsó mocsaras részen ez a kultúra legfeljebb csak jóval később honosodhatott meg.